# Piancó
Piancó est une ville brésilienne de l'ouest de l'État de la Paraíba.
Sa population était estimée à 15 881 habitants en 2007. La municipalité s'étend sur 565 km2.